# مایکل مولر (بازیکن فوتبال، زاده ۱۹۶۴)
مایکل مولر (انگلیسی: Michael Müller؛ زادهٔ ۴ آوریل ۱۹۶۴) بازیکن فوتبال اهل آلمان است.
از باشگاه‌هایی که در آن بازی کرده‌است می‌توان به باشگاه فوتبال ماینتس ۰۵ اشاره کرد.